# Pigia microniata
Pigia microniata là một loài bướm đêm trong họ Geometridae.